# نسیم حامد
نسیم حامد (به انگلیسی: Naseem Hamed) (زاده ۱۲ فوریه ۱۹۷۴)، با نام مستعار شاهزاده نسیم و ناز، بوکسور حرفه‌ای سابق بریتانیایی است که از سال ۱۹۹۲ تا ۲۰۰۲ در مسابقات شرکت کرد. او بین سال‌های ۱۹۹۵ تا ۲۰۰۰ چندین بار قهرمان جهان در دسته پر وزن شد و از سال ۱۹۹۸ تا ۲۰۰۱ به عنوان قهرمان خطی سلطنت کرد. او همچنین از سال ۲۰۰۲ تا ۲۰۰۳ عنوان قهرمانی دسته پر وزن سازمان بین‌المللی بوکس و از سال ۱۹۹۴ تا ۱۹۹۵ عنوان قهرمانی وزن پر وزن اروپا را داشت، او به تالار بین‌المللی مشاهیر بوکس راه یافت. مجله رینگ در سال ۲۰۱۹ به حامد عنوان پر وزن خود را به ماسبق اعطا کرد تا به تسلط او بر این بخش و قهرمانان متعددی که او شکست داده بود، اذعان کند. او تنها قهرمان سابق جهان در هر بخش تا کنون است که این افتخار را دریافت کرده‌است.
حامد به‌خاطر بازی‌های غیر متعارف بوکس و ورودی‌های رینگ دیدنی‌اش که شامل ورود به رینگ با قالیچه پرنده، آسانسور و پالنکوئن، و همچنین اجرای مجدد ویدیوی هیجان‌انگیز مایکل جکسون و پوشیدن ماسک هالووین بود، شهرت داشت. او همچنین به خاطر پریدن از روی طناب بالا به داخل رینگ، سبک بسیار ورزشی و سخت بوکس دست چپش، و قدرت ضربه‌ای حیرت‌انگیز تک‌پانچ‌اش شهرت داشت و کار خود را با نسبت ناک اوت به برد ۸۴ درصد به پایان رساند. او با شخصیت خودخواه و مبارزات برجسته خود یک چهره برجسته در فرهنگ پاپ بریتانیا در دهه ۱۹۹۰ بود، در حالی که شان اینگل در گاردین می‌نویسد، «در دوران اوج خود، حامد یک سوپراستار جهانی بود». دن رافائل از ای‌اس‌پی‌ان، یکی از سرفصل‌های هر دو طرف اقیانوس اطلس، می‌نویسد: «یکی از بزرگ‌ترین ستاره‌های این ورزش، آن مرد قبل از اینکه حریفش نامش فاش شود، عرصه‌ها را فروخت». مجله رینگ حامد را چهل و ششمین مشت زن برتر تمام دوران قرار داد.

## اوایل زندگی
حامد در سال ۱۹۷۴ در شفیلد، یورک‌شر، انگلستان از پدر و مادری یمنی به دنیا آمد.

## زندگی خصوصی
حامد مسلمان است و پیش از مبارزهای خود اغلب تکبیر را با صدای بلند می‌گفت. شان اینگل می‌نویسد، «او یک مسلمان مغرور بود که به بخش‌های بزرگی از طبقه کارگر بریتانیا مراجعه کرد. آخرین مبارزه او توسط ۱۱ میلیون نفر در آی‌تی‌وی تماشا شد.»
در سال ۱۹۹۸، او با دوست دخترش الیاشا الفین استون در شفیلد ازدواج کرد.تا سال ۱۹۹۷، حامد درآمد سالانه ۱۴ میلیون دلار (۸٬۵۴۸٬۹۱۴ پوند) ز کیف پول‌های مبارزه و تاییدیه‌ها داشت که در فهرست فوربس از پردرآمدترین ورزشکاران جهان در سال ۱۹۹۷ در رتبه ۲۲ قرار گرفت. تا مارس ۱۹۹۹، دارایی خالص او ۳۸ میلیون پوند تخمین زده شد. در ژانویه ۲۰۰۱، حامد طبق گزارش‌ها، ثروتی بالغ بر ۵۰ میلیون پوند (۷۵٫۷۴۶٫۷۰۰ دلار) به دست آورده بود. او بیش از ۴۸٫۵ میلیون دلار از کیف‌های مبارزه به دست آورد که ۸٫۵ میلیون دلار از مبارزه با باررا بود. حامد پس از قهرمان سنگین‌وزن لنوکس لوئیس در سال ۲۰۰۳، دومین بوکسور ثروتمند بریتانیایی بود. دو پسر حامد، آدام و سامی، برای تبدیل شدن به بوکسورهای حرفه‌ای تمرین کرده‌اند.

## اقتباس سینمایی
فیلم سینمایی غول با بازی امیر المصری بر اساس زندگی حامد ساخته شده‌است.